# Wildes Land
Wildes Land (Originaltitel: Return to Lonesome Dove) ist eine US-amerikanische, den Genres Western und Filmdrama angehörende vierteilige Miniserie aus dem Jahr 1993, deren einzelne Titel Die Vision, Zwischen den Fronten, Das Erbe und Tod in Montana lauten. Regie führte Mike Robe, das Drehbuch schrieb John Wilder.
Es geht um die Figuren aus Larry McMurtrys Westernroman Lonesome Dove. Die Serie wurde von CBS ausgestrahlt und lief erstmals vom 14. bis 17. November 1993. Im Mittelpunkt der Geschichte stehen ein pensionierter Texas-Ranger und seine Abenteuer, bei denen er Mustangs von Texas nach Montana fährt. Die Serie wurde für einen Emmy Award nominiert und fortgesetzt mit Lonesome Dove: Die Serie.
Wildes Land ist eine Fortsetzung der Miniserie Lonesome Dove aus dem Jahr 1989, wurde aber nicht von McMurtry geschrieben, der stattdessen im gleichen Zeitraum seinen eigenen Fortsetzungsroman Streets of Laredo schrieb und veröffentlichte. McMurtry ließ Streets of Laredo zwei Prequels folgen, die ebenso wie Laredo zu TV-Miniserien verarbeitet wurden. Viele Fans der Lonesome-Dove-Serie und -Romane betrachten weder Return to Lonesome Dove noch die nachfolgende Fernsehserie als kanonisch, da sie von McMurtrys Handlung abweichen.

## Handlung

### Teil I – Die Vision
Captain Woodrow F. Call, der gerade seinen Freund Augustus McCrae in der Nähe von Lonesome Dove in Texas beerdigt hat, will zu seiner Ranch in Montana zurückkehren, die als „Hat Creek Cattle Company“ ausgeschildert ist. Call lässt Newt Dobbs wissen, dass er ihn in Ogallala, Nebraska, im Haus von Clara Allen, mit einer Herde wilder Mustangs treffen will, die er nach Norden treiben will, um sie zu kreuzen.
Um die Herde zu treiben, bittet er die ehemaligen Gefährten Gideon Walker, einen Schneider aus San Antonio und ehemaligen Ranger, und den Wrangler Isom Pickett um Hilfe. Zu ihnen gesellen sich auch Picketts Familie und sein Bruder Isaac. Walker heuert auch eine Gruppe mexikanischer Vaqueros an, die von einer Frau namens Augostina Vega angeführt werden, die aus einem unbekannten Grund einen Groll gegen Call hegt.
Newt, der immer noch für die Ranch in Montana zuständig ist, überlässt Pea Eye Parker die Verantwortung und macht sich mit Jasper Fant auf den Weg, um Call zu treffen, doch in Miles City werden sie in eine Kneipenschlägerei verwickelt, bei der zwei Einheimische erschossen werden. Als sie sich dem Sheriff ergeben, hilft ihnen sein Nachbar Gregor Dunnigan und nimmt sie als Angestellte in seine Obhut (Newt hatte zuvor Gregors junge Frau, Ferris Dunnigan, vor Viehdieben gerettet). Währenddessen nimmt Call einen Gesetzlosen namens Cherokee Jack Jackson gefangen, entkommt aber nur knapp mit dem Leben, nachdem Jacks Bande ihn gerettet hat.

### Teil II – Die Schmiede
Nachdem Call in einen Fluss gesprungen und barfuß durch die Prärie gewandert ist, stolpert er halbtot in ein Dorf der Cheyenne. Der Häuptling erkennt ihn als Feind, ehrt seine Tapferkeit aber dennoch mit einem Pferd, einem Gewehr und seiner verwitweten Schwester Many Tears. Call macht sich daraufhin auf den Weg, um Clara Allen zu treffen, und erfährt von Newts Situation.
Auf dem Weg dorthin wird Isaac jedoch von dem Geächteten Cherokee Jack getötet und mit einem Grabstein mit der Aufschrift „Gone to glory 4 August 1878“ begraben. Isom muss seinen Platz bei der Führung der Herde einnehmen. Als die Kinder krank werden, macht sich Augostina auf den Weg nach Fort Wallace, um Medizin zu holen, muss aber ihre Armeebegleiter erschießen, als diese versuchen, sie zu vergewaltigen. Gideon hilft ihr dann mit einem erfundenen Alibi, als eine Armeepatrouille eintrifft, um Nachforschungen anzustellen.
Nach seiner Rückkehr nach Montana, wo er seine „Frau“ bei Clara zurückgelassen hat, ist Call beunruhigt, dass Newt für Dunnigan arbeitet, da er glaubt, dass er nur wegen seiner jungen Frau dort ist. Newt ist jedoch entschlossen, seine Schuld gegenüber Calls Nachbarin zu begleichen. Später konfrontiert er seinen Vater und versucht zu erklären, warum er seinen Auftrag nicht beenden konnte. In der Zwischenzeit löst ein Blitzeinschlag in Ogallala einen Flächenbrand aus, der das gesamte Gehöft der Allens zerstört.

### Teil III – Das Vermächtnis
Wie durch ein Wunder überleben Clara Allen, Juli Johnson, Claras zwei Töchter, Johnsons Sohn, ihr Ranchhelfer Cholo und Many Tears das Inferno, aber Johnson erleidet schwere Verbrennungen. Sie machen sich auf den Weg in die Stadt, um sich zu erholen, gerade als Gideon und die anderen eintreffen. Durch Gideon erfährt Clara bald von Gus heimlicher Tochter Augostina und erklärt sich bereit, ihre Herde mit der von Call nach Norden zu treiben.
Auf der Weide trifft Call auf Dunnigan und gerät mit ihm und seiner „Montana’s Cattleman’s Alliance“ in Konflikt. Die Dinge spitzen sich zu, als er beschließt, seinen Besitz mit Stacheldraht zu umzäunen, und die Wagen und der Draht von einer Gruppe maskierter Männer zerstört werden. Newt, der sich inzwischen von Call distanziert hat, fühlt sich bei Dunnigan unwohl, weil dieser die anderen Viehzüchter der Region aus dem Geschäft drängt, zögert aber, sich von ihm zu trennen, weil er glaubt, ihm etwas schuldig zu sein. Hinzu kommt der Druck, den Dunnigan auf Newt ausübt, der beginnt, ihn „wie einen Sohn“ zu behandeln, und seine Frau, die ein zunehmendes romantisches Interesse an ihm zeigt.
Auf dem Weg nach Norden halten die Hirten in Miles City, wo Johnson die Verbände abgenommen werden. Gideon beginnt, ein romantisches Interesse an Clara zu zeigen und lädt sie zu einer Verabredung zum Abendessen ein. Die beiden werden von Dunnigan beobachtet, der heimlich Cherokee Jack anheuert, um Unruhe zwischen der Allianz und nicht angeschlossenen Gruppen wie Freiberuflern und Siedlern zu stiften. Dunnigans Ziel ist es, den Einfluss der Allianz auf das Gebiet zu festigen, damit sie in den kommenden Jahren die vollständige Kontrolle über den Vieh- und Rindfleischmarkt haben wird.

### Teil IV – Die Überfahrt
In Montana angekommen, beginnen die Viehtreiber, sich auf der Hat Creek Ranch einzurichten. Zwischen Call und Augostina kommt es zu einer Konfrontation, bei der sie den Grund für ihre Feindseligkeit ihm gegenüber offenbart: Er hatte versehentlich ihre Mutter erschossen. Call überzeugt sie davon, dass der Tod ihrer Mutter ein Unfall war. Call hatte den Bruder ihrer Mutter, einen Banditen, verfolgt, aber sie war vor eine Kugel gesprungen, die für den Banditen bestimmt war. Er überzeugt sie auch davon, dass ihr Vater Gus ihre Mutter nicht vergewaltigt hat, indem er sie darauf hinweist, dass ihr Name, Augostina (die weibliche Ableitung von „Augustus“), ihr von ihrer Mutter gegeben wurde, um das Andenken an ihren Vater zu ehren. Call macht sie daraufhin zur Teilhaberin an der Ranch.
Als Teil ihrer Abmachung greift Cherokee Jack eine kleine Rinderherde auf der Kenilworth Ranch an und tötet zwei Viehzüchter vor den Augen von Dunnigan und Newt (der nun von Dunnigans Plan weiß, ihn zu seinem Erben zu machen). Dunnigan nutzt diesen Angriff, um Angst zu schüren und seine Kontrolle zu festigen. Jack greift auch Claras Familie und Gideon an, als diese auf dem Weg in die Stadt sind. Gideon und vier andere kommen bei dem Überfall ums Leben, und Clara wird schwer verwundet. Johnson gelingt es jedoch, Call vor dem Angriff zu warnen. Call kehrt zum Canyon zurück, in dem der Angriff stattgefunden hatte, findet Gideons Leiche und entdeckt auch eine Blutspur, die in eine andere Richtung führt. Er, Pea und Isom folgen der Spur und finden Cherokee Jack, der versucht, in die nahe gelegenen Hügel zu fliehen. Isom verfolgt Jack, und bevor Call ihn hinrichtet, erzählt Jack ihm von den Vereinbarungen, die er mit Dunnigan getroffen hat.
Dunnigans Allianz beginnt mit der Verfolgung der kleineren Gruppen und benutzt das Vieh, das seine Männer in die Herden der anderen Männer gesteckt haben, als Vorwand. Call trommelt so viele Männer zusammen, wie er kann, und versucht, Dunnigan so lange hinzuhalten, bis Verstärkung von anderen, nicht angeschlossenen Gruppen eintrifft. Er konfrontiert Dunnigan mit der Geldbörse und erzählt ihm von seiner Beziehung zu Cherokee Jack, was Dunnigan abstreitet. Newt, der die Beweise sieht, weiß, dass Dunnigan lügt, und geht zu Call. Dunnigan versucht, Call zu erschießen, woraufhin Newt Dunnigan erschießt und die anderen sich ergeben.
Call und Clara begraben Gideon, woraufhin Clara beschließt, Montana zu verlassen und nach Hause zurückzukehren. Newt spricht mit Ferris und teilt ihr mit, dass er nicht der Meinung ist, dass ihre Vereinbarung, dass er Dunnigans Erbe übernimmt, noch gültig ist. Sie sagt ihm, dass sie das Gefühl hat, dass es so ist, aber er kann das nicht akzeptieren. Er verabschiedet sich auch von Call und bringt seinen Wunsch zum Ausdruck, weiterzuziehen, und Call gibt sich schließlich stolz als Newts Vater zu erkennen.

## Darsteller und Figuren
- Jon Voight als Captain Woodrow F. Call, ein hart arbeitender ehemaliger Texas Ranger, der vom Gouverneur von Texas eine Auszeichnung für „Tapferkeit unter Feuer“ erhielt, diente mit Gus McCrae, als beide junge Männer waren. Obwohl Call faule Männer, die trinken, spielen und ihr Leben vergeuden, zutiefst verachtet, hat er sein eigenes Geheimnis, das er sorgfältig vor seinen Kameraden verbirgt. Bekannt ist auch Calls Fähigkeit, unzähmbare Pferde zu „bremsen“.
- Barbara Hershey als Clara Forsythe Allen, ehemalige Liebe von Gus McCrae und Besitzerin einer Ranch in Nebraska. Clara gibt Call die Schuld für ihre gescheiterte Beziehung mit Gus.
- Ricky Schroder als Newt Dobbs, ein junger Waise, der von Gus und Call aufgezogen wird. Seine Mutter war eine Prostituierte namens Maggie Dobbs, die starb, als er noch ein Kind war. Er vermutet, dass Call sein Vater ist, auch wenn dieser es nicht offiziell zugibt.
- Louis Gossett Jr. als Isom Pickett, ein afro-amerikanischer Cowboy, der sich bereit erklärt, Call beim Hüten seiner Mustangs zu helfen.
- William Petersen als Gideon Walker, ein ehemaliger Ranger, der sich bereit erklärt, Call beim Hüten seiner Mustangs zu helfen.
- Oliver Reed als Gregor Dunnigan, ein wohlhabender Rancher aus Montana, der in der Nähe der Hat Creek Cattle Company ein Grundstück besitzt.
- Dennis Haysbert als Jack „Cherokee Jack“ Jackson, ein afroamerikanischer Geächteter, der von den Cherokee aufgezogen wurde.
- Reese Witherspoon als Ferris Dunnigan, die junge Frau von Gregor, die sich mit Newt anfreundet.
- Tim Scott als „Pea Eye“ Parker, der Wrangler und Schmied der Hat Creek Cattle Company, Pea Eye diente als Korporal bei den Rangers unter Gus und Call. Pea Eye (sein richtiger Name ist längst vergessen) ist nicht besonders klug, aber er ist zuverlässig, mutig und freundlich. Er folgt Calls Anweisungen ohne zu fragen.
- Barry Tubb als Jasper Fant, der Wrangler der Hat Creek Cattle Company. Er ist oft lästig und zuweilen unglaublich schwach.
- Chris Cooper als July Johnson, ein ehemaliger Sheriff der Stadt Fort Smith, Arkansas. July ist ein Handlanger von Clara geworden.
- C. C. H. Pounder als Sara Pickett, Isoms Frau.
- Nia Peeples als Agostina Vega, eine Latina auf dem Mustang-Trieb nach Montana, die Tochter von Augustus McCrae.

### Nebendarsteller
- Unter anderem William Sanderson, David Carpenter, Leon Singer, Jack Caffrey, Colin Meloy und Reginald T. Dorsey.

## Produktion
Return to Lonesome Dove ist der einzige Film der Reihe, der im Bundesstaat Montana gedreht wurde. Die Hauptaufnahmen begannen Ende Mai, Anfang Juni 1993. Die Dreharbeiten fanden in und um die Bergregionen im Südwesten Montanas statt, in Gebieten zwischen Anaconda, Butte, Billings, Nevada City und Virginia City. Die Dreharbeiten umfassen auch Texas. Der Schauspieler Jon Voight bezeichnet dieses Kapitel der Dove-Reihe als Meisterwerk und hofft, dass die Fortsetzung „genauso bedeutsam“ ist wie der erste Teil. Am Tag vor Beginn der Dreharbeiten trat Voight vor und sprach ein Gebet, um dem Autor Larry McMurtry zu danken. Die Dreharbeiten dauerten 2 Monate, im August 1993 war die Produktion abgeschlossen.

## Veröffentlichung
Rückkehr nach Lonesome Dove wurde am 20. Mai 2003 auf einer 2-Disc-DVD veröffentlicht. Außerdem wurde er am 6. Juli 2010 vom Studio Rhino in der Region 1 auf DVD veröffentlicht.

## Rezeption
Die Fortsetzung erhielt gemischte Kritiken.
Laut Ken Tucker: Dove II verlässt sich viel zu sehr auf das, was in Dove I als Schaufensterdekoration diente: lange, tiefe Aufnahmen von hügeligem Farmland und staubiger Wüste. Der Kameramann von Lonesome Dove, Douglas Milsome, wurde hier zum zweiten Regisseur befördert, und es ist klar, dass Milsome angesichts der fehlenden Atmosphäre im Drehbuch dazu angehalten wurde, den Film aufzupeppen. Das hat er auch getan, aber das Ergebnis unterstreicht die endgültige Sinnlosigkeit des ganzen Unternehmens. Alles, was in Lonesome Dove kompliziert und angedeutet war – die subtilen, wechselnden Beziehungen zwischen den Hauptfiguren, ihre sich kreuzenden Vergangenheiten – wird in Return aufgeräumt, ausbuchstabiert und mühsam aufgelöst. Bleiben Sie sieben Stunden lang und Sie werden feststellen, dass dies ein ganz anständiger Western ist; vielleicht vergießen Sie sogar die eine oder andere Träne. Aber Sie werden auch wissen, dass am Ende ein großartiges Stück TV-Mythenbildung auf eine Pferdeoper reduziert worden ist.
Rick Kogan meint dazu: Es verlangt dem immer noch jung aussehenden Rick Schroder einiges ab, mit dem schweren Erbe von „Lonesome Dove“ umzugehen. Am Ende von „Return to Lonesome Dove“, der Fortsetzung der großen Miniserie von 1988, wenn Schroders Figur Newt in den Sonnenuntergang aufbricht, um seine eigenen staubigen Träume zu leben, hat er Tränen in den Augen. Es sollen Tränen der Wahrheit sein, aber es ist leicht zu glauben, dass sie das Ergebnis einer langen, herzzerreißenden Enttäuschung sind. „Return to Lonesome Dove“, der seine sieben Stunden auf drei Abende verteilt (20 Uhr Sonntag und Dienstag, 19 Uhr Donnerstag, CBS-Ch. 2), leidet mehr als unter dem Vergleich mit dem Original. Es ist ein Chaos für seine Verhältnisse, das in Bezug auf emotionale Tiefe und Action eher an alte Episoden der Fernsehserie „The Cisco Kid“ erinnert als an das Original „Lonesome Dove“. Aber was konnte man schon erwarten? Das Original war einmalig.
Das Lexikon des internationalen Films schrieb, die Miniserie schließe „an die abenteuerlichen Geschichten des Westerns "Lonesome Dove"“ an.
Die Zeitschrift TV Spielfilm nannte das Werk ein „episches Wildwest-Abenteuer mit Top-Stars“ und eine „starke Fortsetzung des TV-Vierteilers „Der Ruf des Adlers“ (1989)“. Reese Witherspoon, Oliver Reed und Dennis Haysbert glänzen in weiteren Rollen.
Die Zeitschrift TV direkt 3/2008 bezeichnete die Miniserie als „großartig besetzten Western-Bilderbogen“.

## Auszeichnungen
John Wilder gewann im Jahr 1994 den Spur Award der Western Writers of America und den Western Heritage Award. Kees van Oostrum wurde 1994 für die Kameraarbeit im zweiten Teil für den Emmy nominiert und gewann den American Society of Cinematographers Award. Der Tonschnitt des ersten Teils wurde 1994 für den Cinema Audio Society Award nominiert.